# تيري فيلان
تيري فيلان (بالإنجليزية: Terry Phelan)‏ (مواليد 16 مارس 1967) هو لاعب كرة قدم. يلعب مع منتخب جمهورية أيرلندا لكرة القدم. سبق له أن لعب في كأس العالم لكرة القدم مع منتخب بلاده.

## مسيرته الكروية
لعب تيري فيلان خلال مسيرته الاحترافية مع 11 ناديًا في ستة وعشرون موسمًا وسجل خلالها 4 أهداف ضمن 448 مباراة. حيث فاز في موسمين بالكأس ولم يفز بأي دوري.
خاض تيري فيلان مسيرته مع نادي ليدز يونايتد في موسم 1985–86 لمدة موسم واحد، مشاركًا في 14 مباراة ولم يسجل أي هدف. ثم انتقل إلى نادي سوانزي سيتي في موسم 1986–87 لمدة موسم واحد، حيث شارك في 45 مباراة ولم يسجل أي هدف أيضًا. لينتقل بعدها إلى نادي ويمبلدون في موسم 1987–88 ليلعب معه خمسة مواسم، مشاركًا في 159 مباراة سجل خلالها هدفًا واحدًا. ثم انتقل إلى نادي مانشستر سيتي في موسم 1992–93 ليلعب معه أربعة مواسم، مشاركًا في 103 مباراة سجل خلالها هدفًا واحدًا أيضًا. هذا وانتقل لاحقًا إلى نادي تشيلسي في موسم 1995–96 ولمدة موسمين، مشاركًا في 15 مباراة ولم يسجل أي هدف. ثم انتقل بعدها إلى نادي إيفرتون في موسم 1996–97 ليلعب معه أربعة مواسم، مشاركًا في 25 مباراة ولم يسجل أي هدف أيضًا. ليعود وينتقل من جديد، لكن هذه المرة إلى نادي فولهام في موسم 1999–00 ولمدة موسمين، مشاركًا في 19 مباراة سجل خلالها هدفين. لينتقل بعدها إلى نادي شيفيلد يونايتد في موسم 2001–02 لمدة موسم واحد، مشاركًا في 8 مباريات ولم يسجل أي هدف. ثم لعب في نادي تشارلستون بيتري في عامي 2002-2004 ولمدة موسمين، مشاركًا في 29 مباراة ولم يسجل أي هدف أيضًا. ليعود ويرتحل عنه إلى نادي ساوثرن يونايتد في موسم 2005–06 واستمر معه طيلة ثلاثة مواسم، مشاركًا في 17 مباراة ولم يسجل أي هدف أيضًا.

## روابط خارجية
- تيري فيلان على موقع الاتحاد الدولي (مؤرشف)  (الإنجليزية)
- تيري فيلان على موقع قاعدة بيانات كرة القدم.إي يو (الإنجليزية)
- تيري فيلان على موقع ناشيونال فوتبول تيمز (الإنجليزية)
- تيري فيلان على موقع Soccerbase.com (لاعب) (الإنجليزية)
- تيري فيلان على موقع Soccerway.com (الإنجليزية)
- تيري فيلان على موقع عالم كرة القدم.نت (الإنجليزية)